# Храм Гребневской иконы Божией Матери
Храм Гре́бневской Иконы Божией Матери — православный храм, находившийся в Москве, в Белом городе, на Лубянской площади.
Основан в конце XV века, в ознаменование присоединения Иваном III к Великому княжеству Московскому Новгородской республики. Перестроен в камне в середине XVI века.

## Гребневская икона
Гребневская икона Богоматери известна со времен Дмитрия Донского. По легенде, её вручили князю Дмитрию жители древнего городка Гребня, что стоял на реке Чири, впадающей в Дон — после победы над Мамаем в 1380 году. После этого икона около века хранилась в Успенском соборе Кремля. В конце XV — начале XVI века была перенесена в новый храм, давший начало Мясницкой улице.

## Описание и история строительства
Древняя одноглавая каменная церковь с главным престолом Успения Пресвятой Богородицы. Юго-восточный придел Димитрия Солунского упоминается в 1585. Над его алтарем — невысокая 8-гранная шатровая колокольня конца XVI века. Придел не возобновлен после 1812, но освящен вновь уже в советское время, в 1923 году. Другой придел великомученика Иоанна Нового Белградского устроен в 1634-35 гг. по случаю рождения царевича Ивана Михайловича, наречённого в честь святого. При обновлении 1710-11 гг. пристроена трапезная с новым приделом преподобного Сергия.

## История

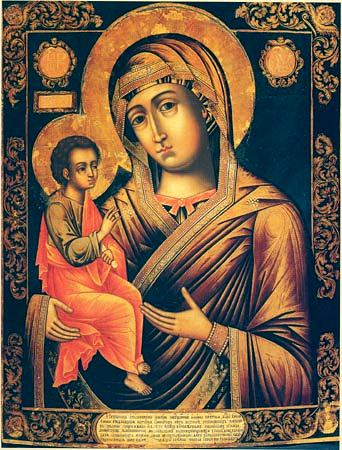
Гребневская икона Богоматери (список)

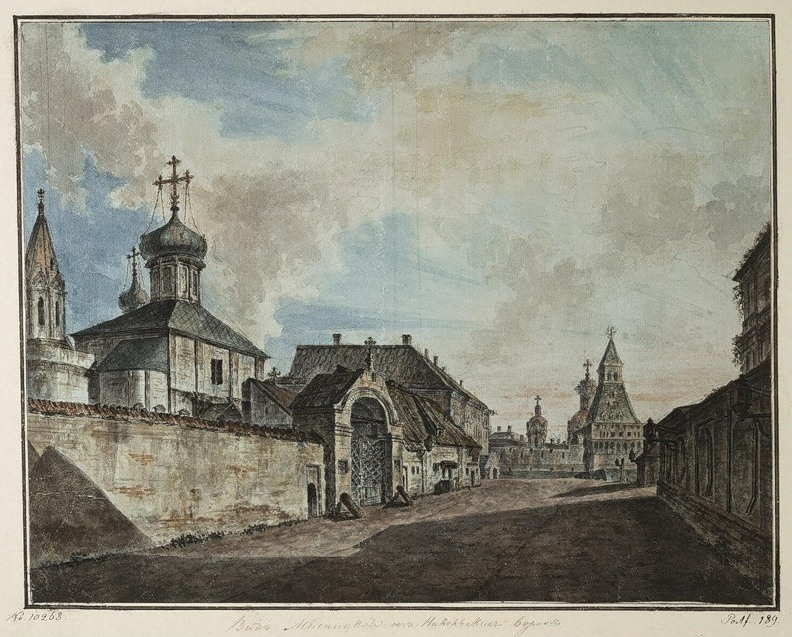
Картина Ф. Я. Алексеева Церковь Гребневской Божьей Матери

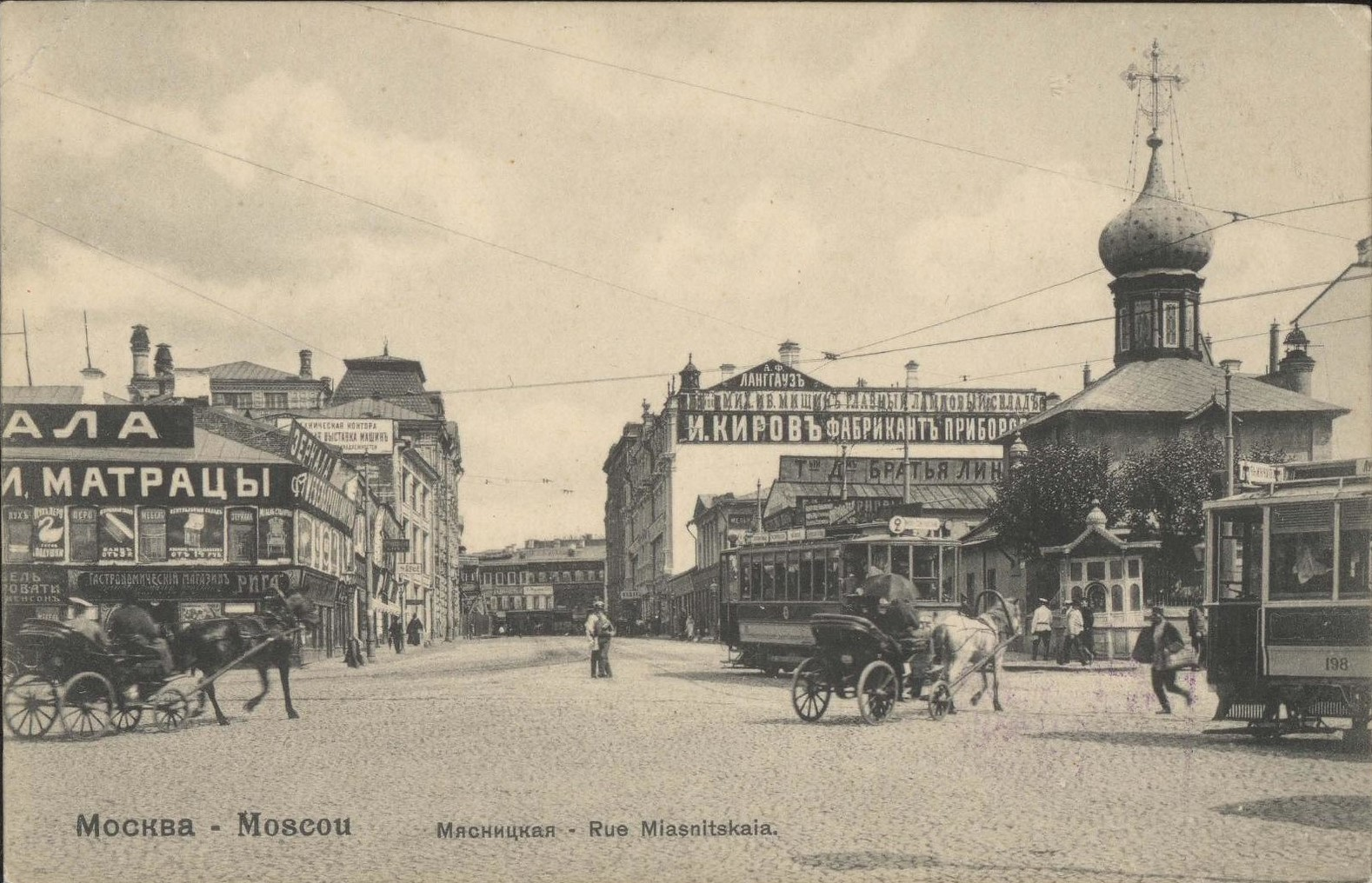
Вид на Мясницкую улицу и церковь Гребневской Божьей Матери со стороны Лубянской пл. 1900-е гг.

В октябре 1612 года войско князя Д. Т. Трубецкого подступило от этого храма к Никольским воротам Китай-города, участвуя в осаде поляков в Кремле силами русского ополчения. В 1768 году в Гребневском храме упокоили поэта Василия Тредиаковского, «реформатора российского стиха». Кроме этих знаменитостей, в церкви хоронили её именитых прихожан — Щербатовых, Урусовых, Толстых. Традиционное кладбище было упразднено после эпидемии чумы 1771 года и его территория застроена домами причта. И в 1812 году при пожаре Москвы храм остался невредимым.

### Советский период
В 1918—1922 годах настоятелем храма был священник Сергий Калиновский, один из организаторов обновленческого раскола (с 1923 года — на антирелигиозной работе).
В декабре 1926 года Моссовет распорядился снести храм — ради уличного движения. Прихожане составили ходатайство во ВЦИК, указывая на историческую ценность этого редкого в Москве памятника зодчества XV—XVI веков. Они писали, что в нём находится усыпальница замечательных русских людей Леонтия Магницкого, Никиты Зотова, Василия Тредиаковского, что община своими силами и средствами оберегает храм как археологическую ценность и даже стремится её отреставрировать в первоначальном виде. Под ходатайством стояло более 600 подписей. 7 марта 1927 года ВЦИК вынес решение о сносе пристроек к храму и его ограды.
Гибель храма была отсрочена. В конце июня 1927 года начался разбор колокольни и трапезной с Сергиевским приделом. Сам храм ещё можно было спасти, но в 1933 году его передали под нужды Метростроя, так как в том месте прокладывалась первая линия московского метро.
1 мая 1935 года храм был окончательно разрушен. На образовавшемся пустыре водрузили будку-шахту для вентиляции метро. И только в сравнительно недавнее время — в 1980-х годах на том месте выстроили огромное здание для Вычислительного центра КГБ, рядом с книжным магазином «Библио-Глобус».